# Copris andrewesi
Copris andrewesi är en skalbaggsart som beskrevs av Waterhouse 1891. Copris andrewesi ingår i släktet Copris och familjen bladhorningar. Inga underarter finns listade i Catalogue of Life.